# Estadio 26 de Febrero
El Estadio 26 de Febrero es un estadio de fútbol de Paraguay que se encuentra ubicado en la ciudad de Luque. En este escenario, que cuenta con capacidad para unas 1000 personas sentadas, hace las veces de anfitrión el equipo de fútbol del Club General Caballero CG.
Para la temporada 2011 se realizaron algunas mejoras al estadio.